# Giliszta (együttes)
A Giliszta 2017-ben alakult pszichedelikus funk-rock együttes.

## Történetük
A Giliszta öndefiniciója szerint "psychedelic funk & bármicore együttes és szabadgondolkodó művészeti kollektíva" 2017 tavaszán alakult meg. A korai években két minialbummal és néhány, főleg live session keretében kiadott single-lel jelentkezett. 
Az első hat számukat tartalmazó kiadványuk 2018. márciusában jelent meg Gilisztalekvár néven.
2019-ben jelent meg második minialbumuk Leolvadt A Hűtő néven.
2021. áprilisában jelent meg az első nagylemezük, melyet rögtön júniusban A Dzsentrifikáció Obeliszkjei című négyszámos EP követett.

## Tagok
- Kő Ábel Holló – ének, gitár
- Vértesi Ferenc – ének, gitár
- Fodor Dávid – basszusgitár
- Korossy-Khayll Levente – dobok

## Diszkográfia

### Kislemezek
- Gilisztalekvár (2018)
- Leolvadt A Hűtő (2019)
- A Dzsentrifikáció Obeliszkjei (2021)

### Nagylemezek
- Nagyon Süt a Nap (2021)